# سایدرستون
سایدرستون (به انگلیسی: Syderstone) یک روستا و محله مدنی در بریتانیا است که در King's Lynn and West Norfolk واقع شده‌است. سایدرستون ۹٫۹۴ کیلومتر مربع مساحت و ۴۴۵ نفر جمعیت دارد.